# Бекронім
Бекро́нім (англ. backronym, від англ. back «назад» + акронім) — фраза, що використовується для розшифрування вже наявного акроніма зі значенням, якого він не мав первісно.

## Відмінність від акроніма
Акронім — це слово, створене з початкових букв слів певної фрази. Наприклад, внз — Вищий Навчальний Заклад. В протилежність, бекронім — це фраза, створена з вихідного слова. В такій фразі букви вихідного слова використовуються як початкові букви для слів цієї фрази.
Також слід відрізняти бекронім від «умисного акроніма», тобто від слова, яке було обрано одночасно з його штучним розшифруванням інколи із міркувань мнемоніки. Так, наприклад, SMART та назва мови програмування BASIC (від англ. basic — базовий, початковий), також розшифровувалась, як «Beginner's All-purpose Symbolic Instruction Code» є «умисним акронімом». Для бекроніму потрібно, щоб слово в цьому ж значенні існувало до того, як була придумана його розшифровка.

## Області застосування
Створення бекронімів є однією із форм гри слів, подібне явище існує в народній етимології. Створення бекронімів іноді застосовується в мнемоніці з метою полегшити запам'ятовування вихідного слова. Деякі бекроніми створюються з жартівливою метою. Інші використовуються для створення комерційно привабливої назви.
Виявлення і створення бекронімів є поширеним явищем в спільноті хакерів. Прикладом цього служить поява в RFC 1639 абревіатури «FOOBAR» як скорочення слів «FTP Operation Over Big Address Records» («операція FTP над записами з великими адресами»), яка є бекронімом для слова foobar, що використовується як метасинтаксична змінна.

## Приклади

### Англійською мовою
- Golf — Gentlemen Only, Ladies Forbidden (укр. Тільки Чоловіки, Дамам Заборонено)[1].
- SOS (сигнал лиха) — Save Our Ship (укр. Врятуйте Наш Корабель), Save Our Souls, Save Our Spirits (укр. Врятуйте Наші Душі). Сигнал насправді було обрано завдяки його легкому представленню в азбуці Морзе[1][2].
- Ford — Found On Road Dead (укр. Знайдений На Дорозі Мертвим)[3].
- Wiki — What I Know Is… (укр. Що Я Знаю — Це…). Насправді слово було взято із гавайської мови і означає «швидко»[4].
- DVD — Digital Versatile Disc (укр. Цифровий Багатофункціональний Диск), оригінально розшифровується Digital Video Disc (укр. Цифровий ВідеоДиск)[5].
- Swag (речі, отримані задарма; модний і впевнений зовнішній вигляд або манера поведінки)[6] — Secretly We Are Gay (укр. Таємно Ми Є Геї), або Stolen Without A Gun (укр. Вкрадено Без Зброї). Насправді від скандинавського svagga — «нестійко гойдатися або хитатися»[7].

### Латинською мовою
- SPA — Sanitas Per Aquam (укр. Здоров'я Через Воду). Насправді термін походить від бельгійського міста Спа, відомого своїми косметичними курортами[8].

### Українською мовою
- Янукович — Ялинку Нашу Українську Кров'ю Облив, ВИгнати Чорта[9].